# Denver Open 1973
Il Denver Open 1973 è stato un torneo di tennis giocato sul sintetico indoor. È stata la 2ª edizione del torneo che fa parte del World Championship Tennis 1973. Si è giocato a Denver negli USA dal 23 al 29 aprile 1973.

## Campioni

### Singolare maschile
Mark Cox ha battuto in finale  Arthur Ashe con il punteggio di 6–1, 6–1

### Doppio maschile
Arthur Ashe /  Roscoe Tanner hanno battuto in finale   Tom Okker /  Marty Riessen con il punteggio di 3–6, 6–3, 7–6